# Крајешти (Бакау)
Крајешти (рум. Crăiești) насеље је у Румунији у округу Бакау у општини Станишешти. Oпштина се налази на надморској висини од 215 m.

## Становништво
Према подацима из 2002. године у насељу је живело 610 становника, од којих су сви румунске националности.